# Elatostema parvioides
Elatostema parvioides är en nässelväxtart som beskrevs av Wen Tsai Wang. Elatostema parvioides ingår i släktet Elatostema och familjen nässelväxter. Inga underarter finns listade i Catalogue of Life.